# GDK
En informática, GDK (del inglés Graphics Drawing Kit,: 209 , originalmente GIMP Drawing Kit) es la capa de bajo nivel de la biblioteca de componentes gráficos GTK cuyo propósito es separar esta del interfaz de programación de aplicaciones (API) del sistema gráfico nativo.: 209  Fue desarrollada originalmente por los desarrolladores del programa de edición de imágenes GIMP como parte de su naciente biblioteca GTK+, quienes la bautizaron inicialmente como GIMP Drawing Kit. La primera API implementada fue la de la biblioteca Xlib, de forma que GTK+ ―y por lo tanto GIMP― pudiera funcionar en el sistema de ventanas X de un sistema operativo Linux.: 209  GDK actúa como puente entre GTK y el sistema gráfico subyacente, ofreciendo operaciones como primitivas gráficas de dibujo y de manejo de mapas de bits, de cursores, fuentes, eventos de ventanas y funcionalidades de arrastrar y soltar entre otras.[cita requerida]
Al igual que GTK, GDK está licenciado bajo los términos de GNU LGPL, y es software libre.
GDK es una parte importante de la portabilidad de GTK+. Como GLib provee funcionalidades independientemente de la arquitectura a las demás bibliotecas, todo lo que se necesita para hacer que GTK+ corra en cualquier plataforma es definir la capa de gráficos de un determinado sistema operativo en GDK. Como existen implementaciones de GDK en Win32 y Quartz, las aplicaciones de GTK+ pueden ejecutarse en Windows y en Mac OS X, respectivamente.
Desde la versión GTK+ 2.8, GDK soporta Cairo.